# La sconosciuta
La sconosciuta è un film del 2006 scritto e diretto da Giuseppe Tornatore.
Sei anni dopo Malèna, il regista siciliano torna al cinema con un film ispirato ad alcuni fatti di cronaca riguardanti il racket della prostituzione di ragazze provenienti dall'Europa dell'Est e sullo sfruttamento dei loro uteri per dare figli a coppie che non possono averne.
Il film, ambientato nella fittizia città veneta di Velarchi, è stato girato in gran parte a Trieste ed è stato presentato nella sezione Première della Festa del Cinema di Roma 2006, uscendo poi nelle sale italiane il 20 ottobre 2006.

## Trama
Irena, una ex prostituta ucraina, è quanto mai determinata nella ricerca di un lavoro in un palazzo di eleganti appartamenti di Velarchi, una fittizia città del Nord-Est italiano, e comincia, dopo aver stretto un patto con l'ambiguo portiere, ad occuparsi della pulizia della scala. In realtà, fa questo per riuscire a trovare un lavoro presso gli Adacher, facoltosa famiglia di orafi che risiede nel palazzo. Irena fa amicizia con Gina, che si prende cura della figlia degli Adacher, Tea, e vive nell'appartamento con la famiglia.
Quando Gina rimane gravemente ferita in seguito a una caduta per le scale causata da Irena - che in seguito si adopererà sia per farla assistere in un ospizio, sia a farle firmare i documenti di versamento sul conto di Tea, che Gina aveva aperto per farle un regalo di compleanno, una sorpresa che avrebbe avuto una volta cresciuta, versamenti che provvede adesso proprio Irena ad effettuare - l'ucraina viene assunta per prendere il suo posto.
Attraverso alcuni flashback parziali, dilazionati nel corso di tutto il film e che risultano in un progressivo disvelarsi del mistero della sconosciuta (ma essi sono montati in maniera che solo alla fine si scopra tutta la verità) - anche il suo nome è diverso rispetto a quello impostole nella sua vita precedente - gli spettatori scoprono che Irena era stata oggetto di turpe, indicibile violenza fisica e psicologica, e costretta da 'Muffa', il suo 'protettore' aguzzino, a dare alla luce nove bambini, tutti quanti a lei strappati fin dalla nascita e venduti a famiglie adottive. Tuttavia, nonostante tanto dolore, aveva conosciuto e si era innamorata, riamata, di un giovane italiano che voleva liberarla dall'inferno nel quale Muffa l'aveva imprigionata. Questi aveva fatto uccidere il ragazzo e Irena, divorata dall'odio, lo aveva massacrato a colpi di forbice, derubandolo di un ingente quantitativo di denaro, partendo poi alla ricerca della bimba generata con il suo uomo e credendo di identificarla proprio nella piccola Tea. Da qui il suo piano ai danni della famiglia Adacher.
Alcuni documenti che Irena trova nell'appartamento dimostrano che Tea è stata adottata e ciò convince definitivamente la donna che la bambina sia davvero sua figlia. Inoltre, in lei, vittima di una rarissima malattia neurologica che la rende incapace di tutelarsi dalle offese, dai pericoli, dalle cadute, Irena continua a rivedere flashback delle sue terrificanti esperienze, e si adopera per farla reagire al trauma del trovarsi continuamente indifesa e vittima sia della malattia sia della malvagità altrui.
In Valeria Adacher le perplessità nei confronti di Irena si fanno sempre più gravi e alla fine la bambinaia viene licenziata, nonostante il legame di affetto che si è sviluppato tra Irena e la bambina. L'ex-protettore di Irena, però, non è morto: messosi sulle sue tracce, scopre il suo nascondiglio e manda degli scagnozzi a casa sua perché la pestino a sangue e la convincano a restituire il maltolto. In seguito, Muffa fa uccidere Valeria, divenuta troppo sospettosa. A questo punto Irena, facendo credere a Muffa d'aver ceduto alle sue pressioni e fingendo di condurlo nel luogo dove sono nascosti i soldi, lo lascia morire dopo che la colluttazione lo porta a sbattere la nuca su una roccia. Dopodiché lo seppellisce lì.
Il padre di Tea, intanto, si trasferisce in un nuovo appartamento dove ha preparato anche una stanza per Irena, ma in seguito al ritrovamento di alcuni effetti personali di Irena nella macchina dove Valeria è stata uccisa (in realtà lasciati da Muffa), questa viene arrestata, giudicata per vari reati (concorso in omicidio, occultamento di cadavere), e condannata alla prigione. Solo a questo punto si chiarisce tutta la sua storia.
Tea, che con Irena ha stabilito ormai un profondo rapporto, vistasi abbandonata si rifiuta di mangiare, fino a quando il giudice consente che Irena si rechi all'ospedale a trovarla ed a confortarla. I test del DNA rivelano che Tea non è la figlia di Irena ed un nuovo flashback svela l'origine di questo terribile malinteso che ha generato una lunga spirale di sangue e di dolore: pressata dalle continue richieste della ragazza in merito al cognome della famiglia che ha adottato la bimba concepita con il suo uomo italiano, Genna Lucrezia, la donna che aiuta Muffa a far partorire le prostitute, si vede costretta a chiedere lumi al protettore. Questi, che non conosce l'identità delle famiglie adottive, si rigira tra le dita la catenina d'oro che ha al collo e le suggerisce di dire ad Irena un cognome a caso, quello che lui legge sul retro del ciondolo: Adacher, in realtà semplicemente il marchio di fabbrica degli orafi. La bambina fu adottata dagli Adacher, in quanto la vera madre (di cui non verrà rivelato il nome) morì subito dopo il parto.
Irena, uscita dal carcere, si siede su una panchina; arriva una ragazza con l'aria di aspettare qualcuno. I capelli, il sorriso, lo sguardo di reciproco riconoscimento delle identità come del reciproco affetto rivelano che quella ragazza è proprio Tea, che non l'ha mai dimenticata.

## Produzione

### Cast
Ksenia Rappoport, la protagonista, è un'attrice russa di teatro che non parlava italiano fino a quando non ha iniziato a lavorare al film.
Per la parte di Muffa Michele Placido ha accettato di rasarsi a zero i capelli e di depilarsi completamente il corpo, per rendere il personaggio più aggressivo ed odioso.

### Censura
Nonostante l'estrema violenza di alcune sequenze e i tanti fotogrammi di sesso, il film ha passato indenne il visto della censura.

## Riconoscimenti
- 2007 - David di Donatello
  - Miglior film a Giuseppe Tornatore
  - Miglior regista a Giuseppe Tornatore
  - Migliore attrice protagonista a Ksenia Rappoport
  - Miglior fotografia a Fabio Zamarion
  - Miglior colonna sonora a Ennio Morricone
  - Nomination Migliore sceneggiatura a Giuseppe Tornatore
  - Nomination Miglior produttore a Medusa Film
  - Nomination Miglior attore protagonista a Michele Placido
  - Nomination Migliore scenografia a Tonino Zera
  - Nomination Migliori costumi a Nicoletta Ercole
  - Nomination Miglior montaggio a Massimo Quaglia
  - Nomination Miglior sonoro a Gilberto Martinelli

- 2007 - Nastro d'argento
  - Regista del miglior film a Giuseppe Tornatore
  - Migliore attore non protagonista a Alessandro Haber
  - Migliore colonna sonora a Ennio Morricone
  - Nastro d'argento speciale a Michele Placido
  -  Nomination Migliore attrice non protagonista a Claudia Gerini
  -  Nomination Migliori costumi a Nicoletta Ercole
  -  Nomination Miglior sonoro a Gilberto Martinelli

- 2007 - European Film Awards
  - Premio del pubblico al miglior film europeo
  - Nomination Migliore attrice a Ksenia Rappoport
  - Nomination Miglior regista a Giuseppe Tornatore
  - Nomination Migliore fotografia a Fabio Zamarion
- 2007 - Festival cinematografico internazionale di Mosca
  - Premio del pubblico a Giuseppe Tornatore
  - Silver George alla miglior regia a Giuseppe Tornatore